# Гердушки
Герду́шки (бел. Гердушкі) — деревня в Ивьевском районе Гродненской области Белоруссии. Входит в состав Эйгердовского сельсовета.

## География
Располагается примерно в 10 км от населённого пункта Вольдики и в 12 км от посёлка Бакшты.

## История
Впервые упоминается как имение в составе Великого княжества Литовского. На 1905 год, в деревне проживало 5 человек, 3 мужчины и 2 женщины соответственно. До Великой Отечественной войны, входила в состав Барановичской области, Юратишковского района. В мае 1944 года, была сожжена нацистами, данных о потерях среди населения нет. В 1986 году, пострадала вследствие катастрофы на Чернобыльской АЭС.